# هاورد هاملين
هاورد هاملين (بالإنجليزية: Howard Hamlin) هي شخصية خيالية ظهرت في مسلسل إيه إم سي التلفزيوني من الأفضل الاتصال بسول، المشتق من مسلسل اختلال ضال. يجسّد الشخصية باتريك فابيان (ممثل) وابتكرها كلٌ من فينس غيليغان وبيتر غولد. هاملين هو خصم منذ فترة طويلة لجيمي ماكغيل، الشخصية الرئيسية للمسلسل.
تلقى فابيان الإشادة من النقاد لتجسيده شخصية هاورد، حيث اعتبره العديد من النقاد على أنه الشخصية الأكثر مأساوية في من الأفضل الاتصال بسول.